# Sebastian Stasiak
Sebastian Stasiak (ur. 8 września 1994 w Warszawie) – polski pięcioboista nowoczesny, członek kadry narodowej seniorów, młodzieżowy mistrz Europy, wicemistrz Europy Juniorów Młodszych, najmłodszy w historii medalista Mistrzostw Polski seniorów.
Zawodnik reprezentował barwy klubu UKS Żoliborz Warszawa do roku 2020, kiedy przeniósł się do KS Olimpia Zielona Góra.
W 2015 zwyciężył w Młodzieżowych Mistrzostwach Europy organizowanych w Bułgarii. Na tych samych zawodach oprócz indywidualnego złota zdobył także srebrny medal w sztafecie z klubowym kolegą Michałem Gralewskim.
W 2015 roku zdobył także pierwszy medal mistrzostw świata, zajmując w Berlinie trzecie miejsce drużynowo wraz z Michałem Gralewskim (UKS Żoliborz Warszawa) i Jarosławem Świderskim (UKS G-8 Bielany). W tych samych mistrzostwach zajął 11. miejsce indywidualnie, będąc najwyżej sklasyfikowanym młodzieżowcem.
Jest wielokrotnym medalistą Mistrzostw Świata i Europy w kategoriach młodzieżowych i juniorskich. Czterokrotny medalista Mistrzostw Polski seniorów, wielokrotny indywidualny młodzieżowy mistrz Polski (2012, 2013, 2014, 2015), mistrz Polski juniorów (2012). W sumie w swojej kolekcji posiada kilkanaście medali Mistrzostw Polski w pięcioboju, czwórboju i trójboju nowoczesnym.
W roku 2012, w wieku 17 lat i 289 dni został najmłodszym medalistą Mistrzostw Polski seniorów w pięcioboju nowoczesnym, zdobywając indywidualnie brązowy medal. W kolejnych latach również stawał na podium Mistrzostw Polski seniorów, zdobywając medal srebrny w roku 2013, medal brązowy w roku 2014 i mistrzostwo Polski w 2015.
Obecnie jest studentem lingwistyki stosowanej na Uniwersytecie Warszawskim.

## Najważniejsze osiągnięcia sportowe[10]
- 1. miejsce indywidualnie na Młodzieżowych Mistrzostwach Europy, Varna 2015,
- 2. miejsce indywidualnie na Mistrzostwach Europy Juniorów Młodszych, Varna 2010,
- 5. miejsce indywidualnie na Mistrzostwach Europy Juniorów, Székesfehérvár 2011,
- 8. miejsce indywidualnie na Młodzieżowych Mistrzostwach Świata, Drzonków 2014,
- 9. miejsce indywidualnie na Mistrzostwach Europy Juniorów, Sofia 2012,
- wielokrotny medalista Mistrzostw Świata, Europy i Polski w kategorii seniorów, młodzieżowców i juniorów.